# Васильев, Пётр Михайлович (математик)
 Пётр Михайлович Васильев  (1785—1866 Санкт-Петербург) — Адъюнкт прикладной математики в Казанском университете.

## Биография
Родился в 1785 году. По окончании курса в Витебской гимназии, служил по Витебской межевой конторе. 
19 ноября 1809 года определен на службу в контору Казанской гимназии. 
27 ноября 1812 года занял в этой же гимназии должность учителя русской, французской и немецкой каллиграфии, отправляя одновременно с тем обязанности архитектора. 
В 1818 году перемещен на должность исполняющего должность учителя артиллерии и фортификации. 
7 декабря 1819 года определен в Казанский университет преподавателем фортификации, артиллерии и гражданской архитектуры. 
13 ноября 1820 года, согласно избранию совета университета, утвержден адъюнктом прикладной математики. 
В марте 1824 года избирался в ординарные профессоры, но был забаллотирован. 
5 декабря 1827 года назначен сверх должности по университету инспектором гимназии. 
Уволен из университета 1 августа 1837 года, при введении в действие устава 1835 года, с назначением директором училищ Пермской губернии. 
Умер в июне 1866 года.